# Brigus
Brigus es una pequeña comunidad pesquera ubicada en Conception Bay, Terranova y Labrador, Canadá. Brigus era el hogar del capitán Robert Bartlett, explorador del Ártico, y la ubicación de su residencia Hawthorne Cottage. Es también conocido por sus paisajes y climas. 
Incorporado en julio de 1964, el primer alcalde de Brigus fue Fred Bartlett. El Rev. R. Wells fue el primer alcalde del clero elegido en la provincia.

## Geografía
Ubicado en una bahía protegida, ha sido hogar de muchos pescadores y una ubicación estratégica en los primeros tiempos. Brigus se encuentra junto a Cuper's Cove (actualmente bahía Cupids), un asentamiento inglés establecido en 1610 por John Guy en nombre de la Sociedad de Comerciantes Aventureros de Brístol.
Brigus se encuentra aproximadamente a 80 km al oeste de San Juan de Terranova y es accesible por la Ruta 70-A a solo 18 km de la carretera transcanadiense (CTC).

## Demografía
| Población Total                | 723   |
| Cambio de población desde 2011 | -3.6% |
| Edad media                     | 51.3  |
| Número de familias             | 240   |
| Número de parejas casadas      | 175   |
| Número total de viviendas      | 446   |
| Superficie terrestre (km².)    | 11.57 |

## Historia
El nombre Brigus proviene de Brickhouse, que era el nombre de un antiguo poblado de Inglaterra. La historia de Brigus se remonta a alrededor de 1612, cuando John Guy vendió la mitad del puerto a la familia Spracklin. En este momento, Brigus fue colonizada principalmente por personas de Inglaterra, Irlanda y Gales. Durante la Guerra del Rey William, este pueblo fue asaltado en la Campaña de la Península de Avalon.
Brigus es famoso por los capitanes de mar nativos de allí. En 1819  el capitán William Munden construyó la goleta Four Brothers, la primera goleta de cien toneladas en Terranova (construida en 1819).
Hubo muchos "héroes del Ártico" que oriundos de esta ciudad histórica:
- El capitán John Bartlett navegó con el explorador estadounidense Isaac Israel Hayes y también con el almirante Robert Peary
- Capitán Sam Bartlett que navegó con Peary
- El capitán Robert Bartlett, que estaba a cargo del S.S. Roosevelt cuando Peary llegó al Polo norte, que luego sobrevivió al naufragio del Karluk y que más tarde dirigió la goleta Effie M. Morrissey
- Capitán Arthur Bartlett
- Capitán William Norman que rescató al almirante Adolphus Greely
- Capitán Isaac Bartlett que rescató al Capitán Tyson y a la tripulación después de estar a la deriva en un iceberg durante 1500 millas
- Capitán William Bartlett, conocido como "el comodoro de la flota de focas en Terranova".

### Puntos de interés
Brigus es una parada turística popular, famosa por sus cualidades escénicas y lugares de interés. 
Entre ellos se encuentran el sitio de The Vindicator, donde se imprimió el periódico Brigus a principios del siglo XX; el Convento de la Misericordia, construido en 1860 para las Hermanas de la Misericordia que vinieron de Irlanda en 1861; el Orange Lodge local; Sitio histórico nacional Hawthorne Cottage; "The Tunnel" atravesó la roca sólida en la costa en 1860 para proporcionar acceso a un muelle de aguas profundas para los veleros Bartlett; el Museo Stone Barn; Jubilee Club, el lugar de encuentro de los "Príncipes mercantes de Brigus" desde finales del siglo XIX hasta mediados del siglo XX; La iglesia anglicana de San Jorge, consagrada en 1845; Brigus United Church, dedicada en 1875 en el sitio de una iglesia anterior; y la iglesia católica, construida en 1832.

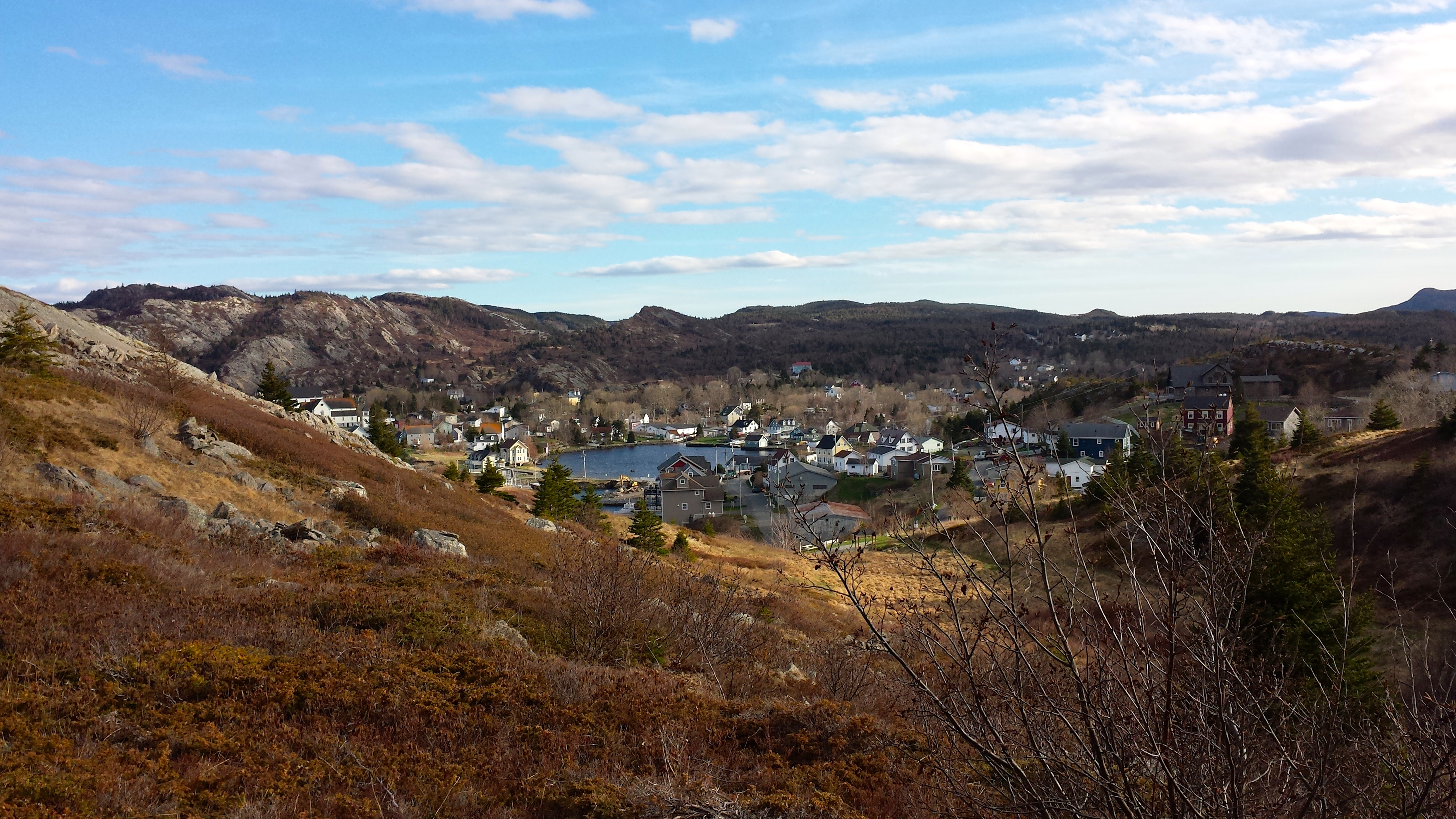
Mirador sobre la ciudad de Brigus, ubicada en la Península de Avalon en Terranova y Labrador